# Plectris pubens
Plectris pubens är en skalbaggsart som beskrevs av Moser 1921. Plectris pubens ingår i släktet Plectris och familjen Melolonthidae. Inga underarter finns listade i Catalogue of Life.